# 김명여
김명여(金鳴汝, 1868년 11월 2일 ~ ?)는 일제강점기의 만주 지역 유지이다.

## 생애
본적지는 함경남도 함주군이다. 10대 시절까지 함주의 서당에서 한문을 수학했다. 1888년부터 1892년까지는 상업에 종사했고, 1906년에는 함주의 보통학교 교장직을 맡았다.
한일 병합 조약 체결 직후인 1910년에 함주군 주지면의 면장에 임명되어 약 1년간 면장을 지냈다. 이 즈음 만주로 이주했다. 1913년에는 간도에서 이장을 맡았고, 1917년에 옌지 두도구(頭道溝) 지역의 조선인 민회 평의장과 회장이 되는 등 만주 조선인 사회에서 지도자 역할을 했다.
두도구 조선인 민회는 일본이 재만 조선인들을 감시하고 통제하기 위해 설립한 어용 단체였다. 이는 조선인 민회가 운영자금을 조선총독부와 일본 외무성에서 받았으며, 임원 선정과 운영 방침 수립에 일본영사관의 승인을 받은 사실로도 확인된다. 김명여는 두도구 지역의 유력 인사들 약 200명으로 구성된 이 단체 회장으로 1934년까지 재임했다.
이 기간 중 일제에 적극적으로 협력한 행적이 있다. 3·1 운동 직후 반일 운동이 확산되자, 배일조선인이 아직도 많이 있다며 군경을 더 파견해달라거나 일본군의 철병을 늦추어달라는 내용의 청원서를 작성해 도쿄로 직접 가서 제출하였다. 대한민국 임시정부의 기관지인 《독립신문》은 김명여를 가리켜 “두도구마귀회 수령”으로 지칭한 바 있다.
만주사변 후에는 일본의 만주 침략에 협력하였다. 이러한 공을 인정받아 1934년에 만주국 정부로부터 건국대전기념장과 건국공로종을 받기도 했다. 만주국 정부는 김명여가 회장으로 있는 조선인 민회가 항일세력 토벌 때 조선인들을 동원해 안내를 시키는 등 치안 유지에 공을 세웠다고 적시했다.
2007년에 대한민국 친일반민족행위진상규명위원회가 발표한 친일반민족행위 195인 명단 중 해외 부문에 포함되었다. 2008년에 민족문제연구소가 친일인명사전에 수록하기 위해 정리한 친일인명사전 수록예정자 명단에도 들어 있다.

## 참고자료
- 친일반민족행위진상규명위원회 (2007년 12월). 〈김명여〉 (PDF). 《2007년도 조사보고서 II - 친일반민족행위결정이유서》. 서울. 2059~2066쪽쪽. 발간등록번호 11-1560010-0000002-10. [깨진 링크(과거 내용 찾기)]